# اگنس مورلی کلیولند
اگنس مورلی کلیولند (انگلیسی: Agnes Morley Cleaveland؛ ۱۸۷۴ – ۱۹۵۸) نویسنده اهل ایالات متحده آمریکا بود.